# 푸시치노

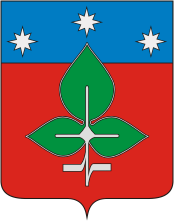
시 문장

푸시치노(러시아어: Пу́щино)는 러시아 모스크바주 남부에 위치한 도시로, 인구는 19,964명(2002년 기준)이다. 오카강 우안과 접하며 모스크바(러시아의 수도이며 모스크바주의 주도이기도 함)에서 북동쪽으로 70 km 정도 떨어진 곳에 위치한다. 미생물학과 분자생물학, 생물리학 연구소가 들어서 있으며 1966년 시로 승격되었다.